# Troy, Salem and Rutland Railroad
Die Troy, Salem and Rutland Railroad war eine Eisenbahngesellschaft in Vermont und New York (Vereinigte Staaten). Sie wurde am 13. November 1847 zunächst als Rutland and Washington Railroad gegründet und bestand bis 1868. Sie baute eine normalspurige, 72 Kilometer lange Eisenbahnstrecke von Rutland aus nach Vermont nach Salem führte. Die Trasse verlief entlang der Grenze zwischen Vermont und New York und querte diese mehrfach. 
Von dort bis Eagle Bridge baute die Troy and Rutland Railroad die 28 Kilometer lange Fortsetzung der Strecke. Diese Gesellschaft war am 2. Juli 1849 gegründet worden und hatte auch die in New York liegenden Abschnitte der Rutland&Washington in Besitz. Von ihrer Gründung an wurde die Troy&Rutland von der Rutland&Washington gepachtet, den Betrieb auf der Gesamtstrecke führten beide Gesellschaften gemeinsam. Die Strecke ging am 9. Februar 1852 in Betrieb.
Die Bahn war nicht rentabel, da parallel nur etwa 20 Kilometer östlich die Bennington and Rutland Railway verlief, die bedeutendere Orte anschloss. Der Betrieb wurde daher am 1. April 1855 vorläufig eingestellt, jedoch am 1. April 1856 wiedereröffnet. Am 3. Juni 1865 fusionierten die beiden Gesellschaften zur Troy, Salem and Rutland Railroad, die ihrerseits nur zwölf Tage später durch die Rensselaer and Saratoga Railroad gepachtet und schließlich 1868 von dieser übernommen wurde. Nach dem Fahrplan vom 2. März 1868 verkehrten auf der Strecke in jeder Richtung zwei Personenzüge täglich sowie ein weiterer Zug von Salem. Alle Züge fuhren bis Troy. Später ging die Strecke an die Delaware and Hudson Railway.
Die Strecke besteht heute nur noch zwischen Rutland und Castleton sowie zwischen Salem und Eagle Bridge. Den Abschnitt bei Rutland befährt der Ethan Allen Express der Amtrak sowie Güterzüge der Clarendon and Pittsford Railroad, den Abschnitt bei Salem betreibt die Batten Kill Railroad im Güterverkehr.